# Kinixys homeana
Kinixys homeana је гмизавац из реда корњача и фамилије Testudinidae.

## Угроженост
Ова врста се сматра рањивом у погледу угрожености врсте од изумирања.

## Распрострањење
Ареал врсте Kinixys homeana обухвата већи број држава. 
Врста је присутна у Бенину, Габону, Гани, Екваторијалној Гвинеји, Камеруну, ДР Конгу, Либерији, Нигерији и Обали Слоноваче. Присуство у Тогоу је непотврђено.

## Станиште
Станишта врсте су шуме, мочварна подручја, речни екосистеми и слатководна подручја.